# 685 (numero)
Seicentottantacinque è il numero naturale dopo il 684 e prima del 686.

## Proprietà matematiche
- È un numero dispari.
- È un numero composto da 4 divisori: 1, 5, 137, 685. Poiché la somma dei suoi divisori (escluso il numero stesso) è 143 < 685, è un numero difettivo.
- È un numero semiprimo.
- È un numero omirpimes.
- È un numero 17-gonale.
- È un numero quadrato centrato.
- È un numero palindromo nel sistema di numerazione posizionale a base 19 (1H1).
- È un numero di Ulam.
- È un numero congruente.
- È un numero malvagio.
- È un numero intero privo di quadrati.
- È parte delle terne pitagoriche (37, 684, 685), (156, 667, 685), (411, 548, 685), (440, 525, 685), (685, 1644, 1781), (685, 9372, 9397), (685, 46920, 46925), (685, 234612, 234613).

## Astronomia
- 685 Hermia è un asteroide della fascia principale del sistema solare.
- NGC 685 è una galassia spirale della costellazione di Eridano.

## Astronautica
- Cosmos 685 è un satellite artificiale russo.

## Altri ambiti
- Le locomotive a vapore del gruppo 685 sono state locomotive con tender delle FS.